# Cleveland (paquebot)
Pour les articles homonymes, voir Cleveland (homonymie).
Pour les autres navires du même nom, voir USS Mobile.
Le Cleveland est un paquebot allemand de la HAPAG, mis en service en 1909. Construit par les chantiers Blohm + Voss de Hambourg, c'est un navire de taille moyenne destiné à transporter principalement des migrants en Amérique. Il officie ainsi entre Hambourg et New York jusqu'en 1914. Avec le début de la Première Guerre mondiale, le Cleveland est mis au repos dans le port de Hambourg et reste inactif pendant cinq ans. En 1919, le Cleveland est l'un des premiers navires remis aux Alliés comme dommage de guerre. Renommé Mobile, il est utilisé par l'US Navy pour rapatrier les soldats américains.
Durant l'été 1919, le navire est rendu à la vie civile. Le contrôleur maritime le prête à la White Star Line qui l'affrète pour deux traversées, mais choisit de ne pas l'acheter à cause de ses mauvaises performances et de son coût d'utilisation élevé. Il est alors vendu en 1920 à la Byron Steamship Company qui l'exploite sur une ligne allant du Pirée à New York sous le nom de King Alexander durant trois ans. La politique de quotas migratoires américaine nuit cependant à sa carrière.
En 1923, le navire est vendu à l'United American Line et renommé Cleveland, comme à ses débuts. Il est modernisé et sert à nouveau sur la ligne de Hambourg à New York. Dès 1926, la HAPAG rachète les trois navires de la compagnie et récupère donc son navire. Il sert jusqu'en 1931, mais la crise et des concurrents plus modernes ont raison de son existence. Il est ainsi démoli en 1933.

## Histoire

### Premières années pour la HAPAG et service de guerre

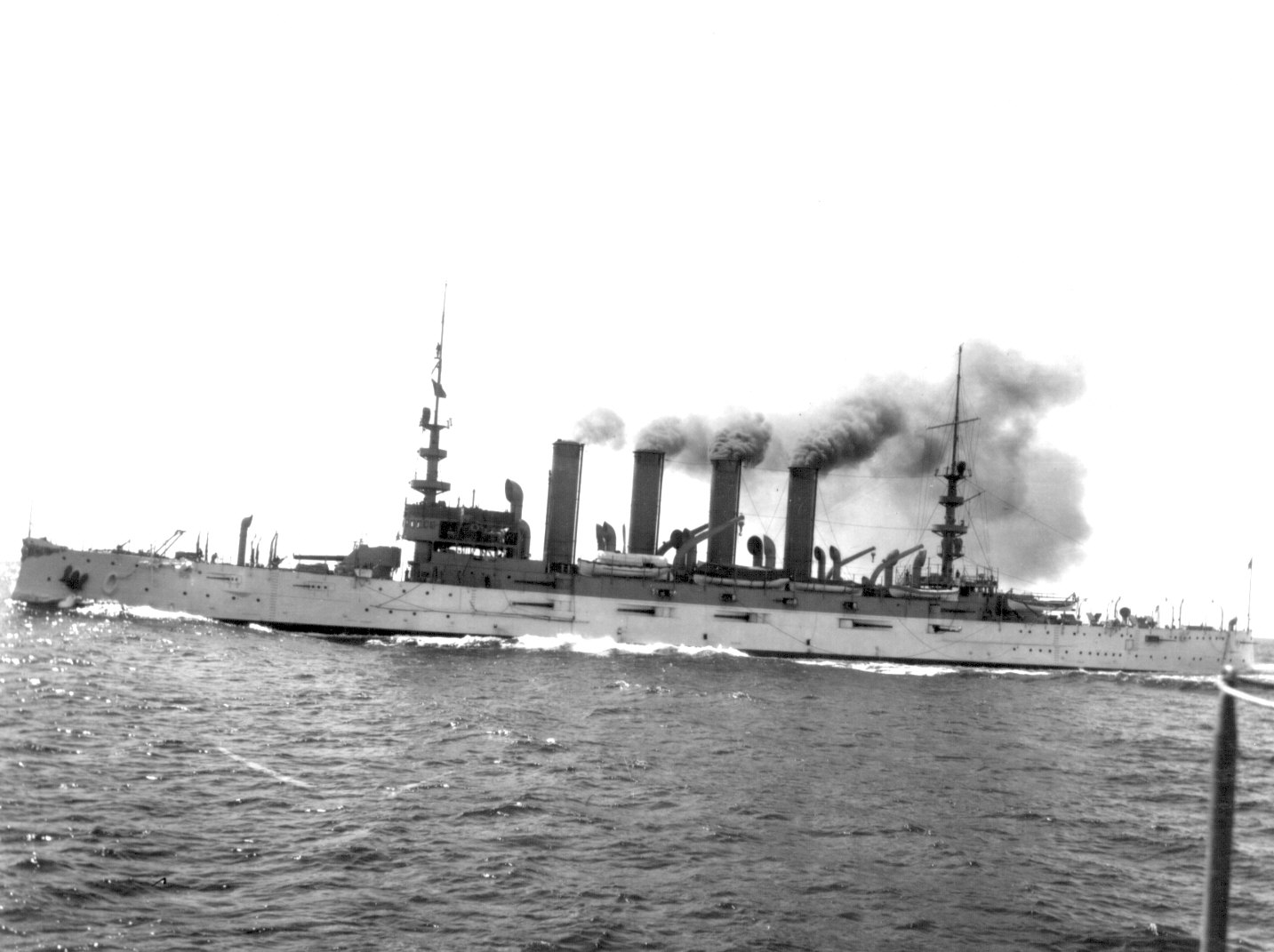
Le Cleveland heurte le Colorado durant une croisière à Honolulu.

Le Cleveland est construit dans les chantiers Blohm + Voss de Hambourg pour la HAPAG, compagnie allemande qui le destine principalement au transport d'émigrants entre Hambourg et New York. Construit avec un jumeau, le Cincinnati, il est lancé le 26 septembre 1908 et terminé quelques mois plus tard. Il effectue son voyage inaugural le 27 (ou 26) mai 1909, entre Hambourg et New York via Southampton et Cherbourg. Durant la morte saison, en hiver, le faible nombre de passagers pousse la compagnie à rentabiliser le navire en l'utilisant pour des croisières sur des itinéraires originaux autour du monde. Il a ainsi l'occasion d'aller de New York à San Francisco en passant par le cap Horn, mais aussi en janvier 1912 de Hambourg à Suez, puis au Japon, à Honolulu et aux États-Unis, les passagers traversant ensuite le pays en train pour repartir en Allemagne depuis la côte Est sur un paquebot de la HAPAG. L'escale à Honolulu est marquée par un incident : le pilote côtier étant mort subitement durant la manœuvre, le paquebot heurte un autre navire à quai, le Collorado, mais les dommages sont peu importants.
En juillet 1913, le Cleveland et le Cincinnati sont déplacés sur un itinéraire entre Hambourg, Boulogne-sur-Mer, Southampton et Boston, mais l'expérience est de courte durée. Un an plus tard, en juillet 1914, le Cleveland est mis au repos dans le port de Hambourg à l'approche de la Première Guerre mondiale. Il ne quitte plus le port durant la totalité de la durée du conflit. En mars 1919, cependant, après la signature de l'armistice, le navire est l'un des premiers paquebots allemands à être cédés aux Alliés comme dommage de guerre. Il est remis entre les mains du contrôleur maritime britannique (HM Shipping Controller) qui est ensuite chargé d'en disposer. Le navire est, dans un premier temps, cédé à l'US Navy qui en fait le Mobile, un transport de troupes qui rapatrie, durant les cinq mois qui suivent, 21 000 soldats américains. Il est retiré du service en novembre.

### Années d'errance après-guerre

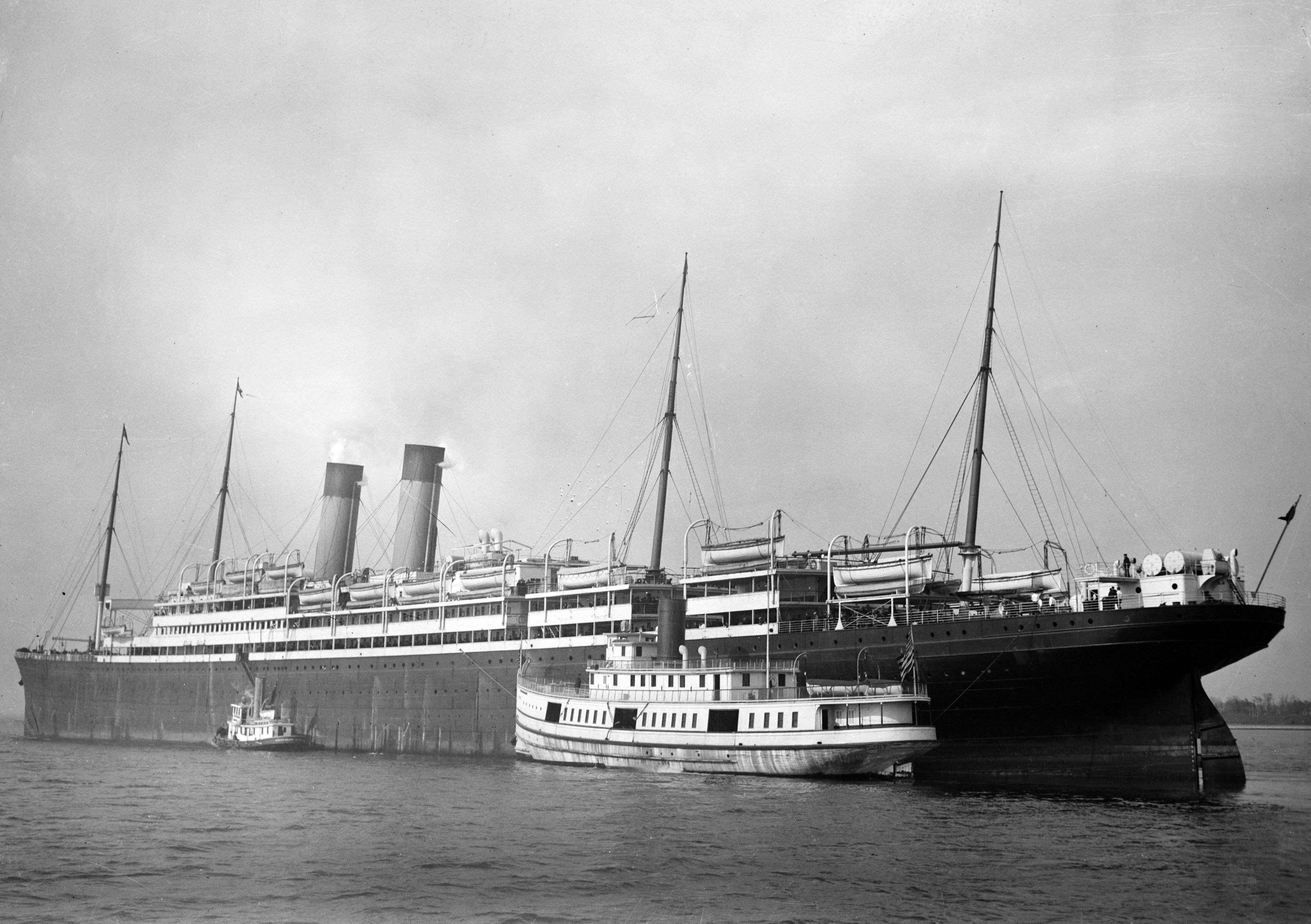
Durant son court service pour la White Star Line, le Mobile sert de concert avec l'Adriatic.

Le contrôleur maritime propose alors à la compagnie britannique White Star Line, qui a perdu plusieurs navires dans le conflit, de racheter le navire. Celle-ci choisit dans un premier temps de l'affréter le temps de remettre en place sa ligne de Liverpool à New York. Il sert ainsi de concert avec les Big Four et le Lapland. Cependant, les cinq années d'inactivité du navire ne lui ont pas été favorables et la compagnie ne veut pas faire face aux coûts de remise en état, jugés trop élevés. Peint aux couleurs de la White Star, le navire effectue une première traversée le 10 juillet 1920, puis deux autres, le 6 août et le 17 septembre, avant d'être jugé trop peu satisfaisant. Le contrat d'affrètement s'achève en octobre.
Le Mobile est alors vendu à la Byron Steamship Company, qui l'exploite sur la ligne allant du Pirée à New York sous le nom de King Alexander. Comme précédemment, son rôle est de transporter de grands nombres d'émigrants, et si le Cleveland était un navire modeste sur l'Atlantique Nord, sa capacité de transport en fait un gros paquebot sur la Méditerranée. Cela se révèle être une faiblesse : les quotas établis par les États-Unis limitent fortement le nombre de migrants pouvant entrer sur le territoire américain, au point que le King Alexander doit parfois rapatrier les migrants surpassant les quotas. Le navire est alors utilisé pour des croisières ; ainsi, en 1922, il va de New York à San Francisco puis Honolulu lors d'un voyage organisé par les Shriners.
Durant l'été 1923, le navire est vendu à l'United American Line, une société américaine dont les navires battent pavillon du Panama, ce qui permet d'échapper aux lois appliquant la Prohibition sur les navires américains. Le but de la compagnie est en réalité de préparer le retour aux affaires de la HAPAG, et le King Alexander, renommé Cleveland, retourne dans les chantiers de Blohm + Voss pour une nécessaire refonte et une conversion à la chauffe au mazout. Il recommence ensuite à servir entre Hambourg et New York en octobre 1923, et une escale est ajoutée à Halifax en 1925.
La mise en place de ce service est profitable et, en 1926, la HAPAG peut racheter l'United American Line et ses trois navires pour la mêler à ses propres activités. Le Cleveland retrouve ainsi sa compagnie d'origine. En 1929, le navire montrant des signes de vieillissement avancés, ses machines sont remplacés par des turbines plus performantes et économiques. Malgré cela, la Grande Dépression atteint trop fortement ses revenus. Il est retiré du service en 1931, ne pouvant plus soutenir la concurrence d'autres navires allemands comme le Bremen et l'Europa, et démoli en avril 1933 chez ses constructeurs hambourgeois,.

## Caractéristiques
Avec 179 mètres de long pour 20 mètres de large, et tjb, le Cleveland est un paquebot de taille relativement modeste sur la ligne de l'Atlantique Nord. Ses machines à quadruple expansion alimentant deux hélices sont d'un modèle déjà surpassé à bord de plusieurs navires par la turbine à vapeur, et permettent d'atteindre une vitesse moyenne de 15,5 nœuds, suffisante pour un navire transportant principalement des émigrants. Il est orné de deux cheminées, celle de l'arrière étant factice. Le navire peut transporter jusqu'à 239 passagers dans une première classe réduite, et 224 en seconde. L'essentiel des personnes embarquées voyagent en troisième classe (496 places) et surtout dans l'entrepont qui peut transporter jusqu'à 1 882 migrants dans des conditions sommaires. À l'occasion des croisières, le navire est transformé pour transporter 650 passagers.
En 1923, lorsqu'il redevient le Cleveland, le navire est converti de la chauffe au charbon à la chauffe au mazout, plus économique. Sa capacité est modifiée à 600 passagers de classe « cabine » (première classe prenant en compte la vitesse plus lente dans ses tarifs qui sont, de fait, réduits) et 1 146 passagers de troisième classe. Son tonnage est alors réduit à 15 746 tonneaux. En 1929, enfin, ses machines à quadruple expansion sont remplacées par des turbines, lui rendant sa vitesse d'origine et ramenant son tonnage à 16 971 tonneaux.